# Ciclismo en la Ciudad de México

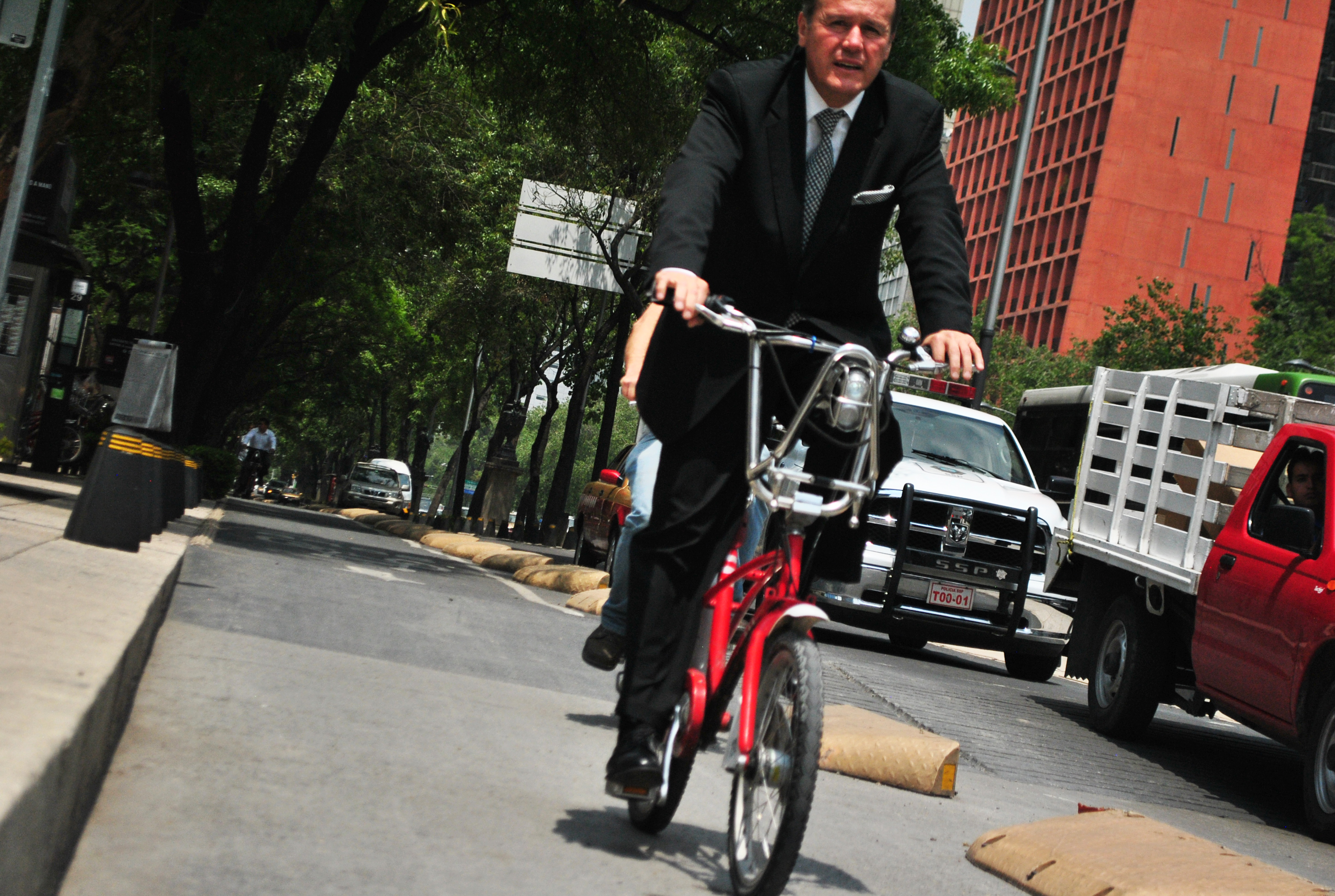
Ciclista en el carril confinado de la Ciclovía Modelo de Paseo de la Reforma

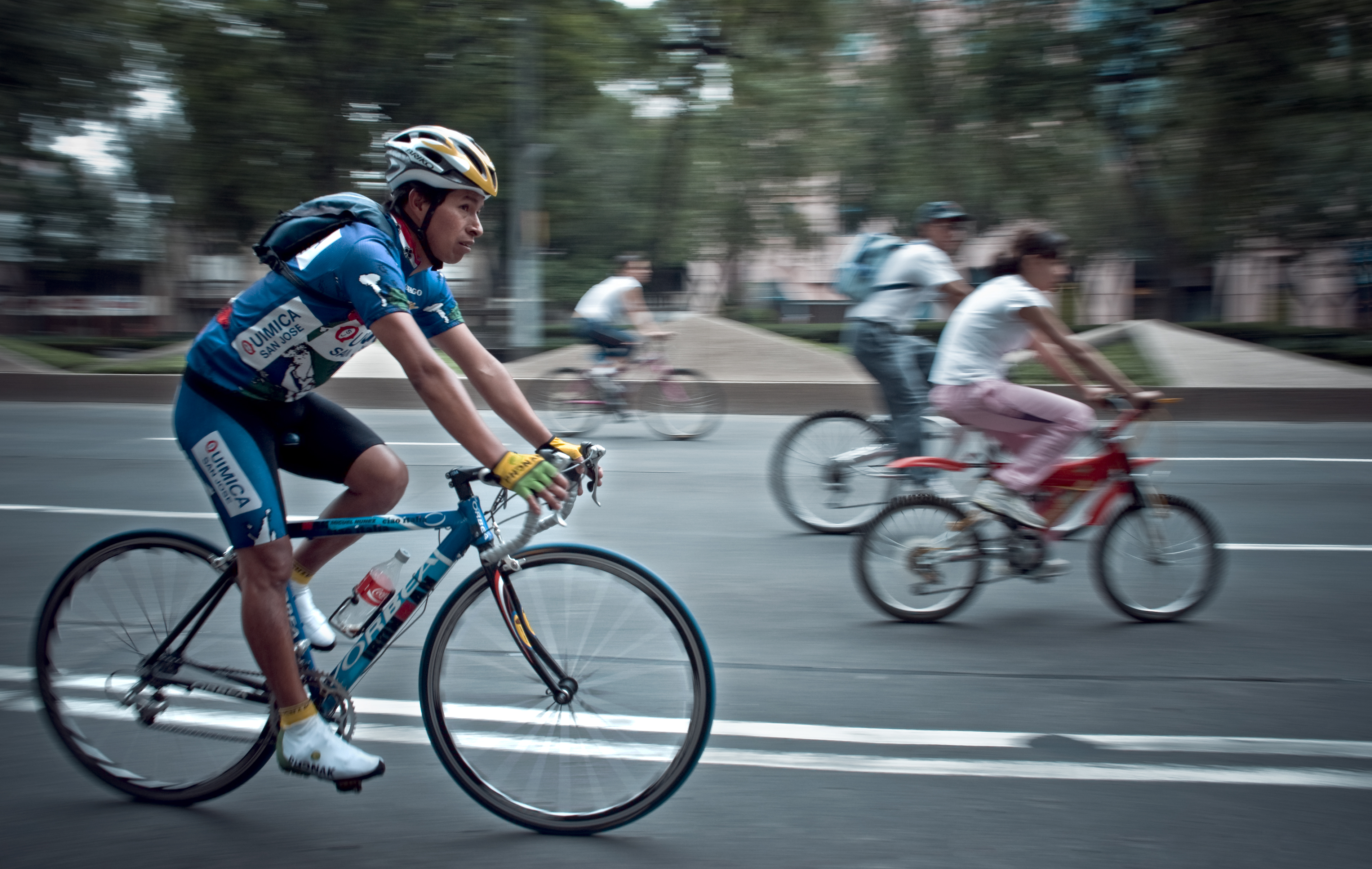
Ciclistas en el programa Muévete en Bici en Paseo de la Reforma.

El ciclismo en la Ciudad de México es una práctica que se remonta a finales del siglo XIX, si bien su estímulo como vehículo de transporte masivo inició a partir del año 2000. En 2007 se hacían 400 mil viajes en bicicleta en la Ciudad de México, siendo las delegaciones con mayor número de ciclistas Cuauhtémoc e Iztapalapa. En las horas de mayor congestión vehicular llega a ser el transporte más veloz de la urbe con un promedio de entre 16 y 17 kilómetros por hora.

## Historia
Los primeros biciclos llegaron a la capital mexicana hacia 1892. A inicios del siglo XX había 3 mil 797 vehículos de este tipo registrados por el Ayuntamiento de México. En 1904 el inspector de coches de la ciudad ya había solicitado la elaboración de 5000 placas solo para bicicletas, y el año siguiente la misma autoridad denunciaba ante el ayuntamiento la falta de placas para todas las bicicletas registradas y que muchas evadían el impuesto que entonces existía por tenerlas.
Con el paso de las décadas el número de bicicletas se incrementó. La asociación de la bicicleta con el comercio ambulante fue común desde esos tiempos, existiendo vendedores de pan, leche, tacos, pulque, paletas de hielo y nieves, entre otros, los cuales siguen siendo comunes hasta hoy ya sea en bicicletas o en triciclos, como los populares vendedores de tamales o elotes.
Es a partir de la década del 2000 cuando el cambio social, la conformación de asociaciones civiles ciclistas (como Bicitekas A.C. en 1998) y la búsqueda de nuevos métodos de transporte ante los problemas de tránsito en la ciudad, cuando el Gobierno del Distrito Federal construyó a partir de 2004 las primeras ciclovías. El entonces jefe de gobierno Andrés Manuel López Obrador promovió obras de mitigación de impacto ambiental en 2003, y aparejadas a las obras de construcción del Distribuidor Vial San Antonio, se construyó la primera ciclovía de cerca de 60 kilómetros de extensión desde el poniente de la ciudad en la zona de Polanco hasta el sur de la misma en Tlalpan con tres ramales. Durante esa administración fue promovido el primer Programa Integral de Vialidad y Transporte (PIVT) 2001-2006, que consideraba por primera vez a nivel jurídico la inclusión de infraestructura para bicicletas en el país.

## Ciclovías
La capital es la ciudad en México que cuenta con un mayor número de ciclovías:
- Ciclovía de la Ciudad de México: una vialidad construida a partir de 2003, con una longitud inicial de 75 kilómetros. Va de Avenida Ejército Nacional hasta conectar el estado de Morelos usando la antigua vía del ferrocarril a Cuernavaca, pasando por la segunda sección del bosque de Chapultepec.[10] Cuenta con carriles específicos, señalizaciones y puentes para cruzar distintas vialidades a su paso. Estos puentes han sido criticados por sus pendientes incorrectas.[11]
- Ciclovía Modelo: corre sobre Paseo de la Reforma. Cuenta con separaciones físicas de las laterales del paseo, señalizaciones y semáforos. Su primera etapa fue de la calle Lieja hasta integrarse a Avenida Juárez en su cruce con Balderas, con una longitud inicial de 6.8 kilómetros inaugurados en 2010.[12] En su tramo que va de Circuito Interior, al poniente, y hasta Bucareli, en el centro, posee carril en ambos sentidos de Paseo de la Reforma. En enero de 2014 habían circulado cerca de 100 mil ciclistas, con un promedio de mil 723 por día.[13]

## Ecobici
Es un sistema de préstamo de bicicletas, iniciado el 16 de febrero de 2010 por la Secretaría del Medio Ambiente del Gobierno del Distrito Federal, mediante un esquema de inversión gubernamental y operado por la empresa Clear Channel a través de su división Smartbike. En 2013 se realizó el viaje número 10 millones, y se registraron 30 mil viajes en un solo día y se contaban 110 mil usuarios afiliados a dicho sistema.
En ese mismo año se integró a Ecobici el uso de la Tarjeta Multimodal para que funcione a la par del Metro y el Metrobús.

## Muévete en bici

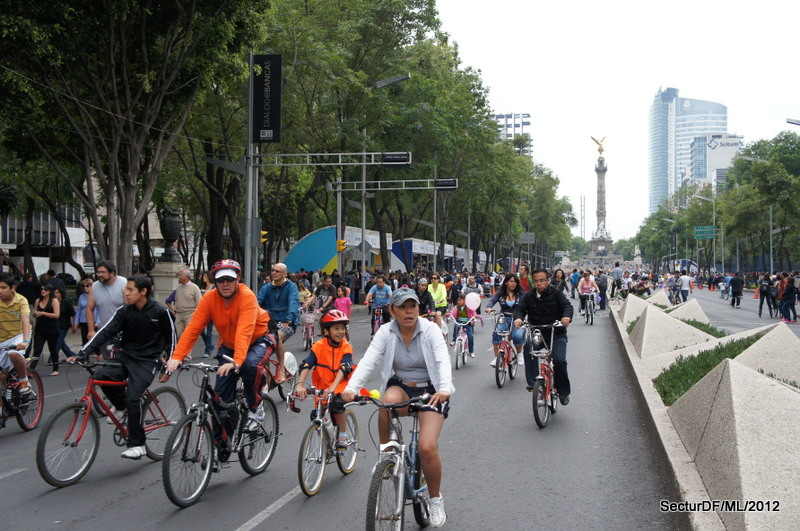
Programa Muévete en bici en Paseo de la Reforma, 2011

Es un programa de la Secretaría del Medio Ambiente del Gobierno del Distrito Federal que consiste en una ciclovía recreativa en avenidas de la ciudad, las cuales son cerradas los días domingos de 8 a 14 horas para permitir la circulación libre de vehículos no motorizados como bicicletas, triciclos, patinetas y personas en patines. Inició el 14 de mayo de 2007, en un tramo inicial centrado en Paseo de la Reforma y el Centro Histórico de 10 kilómetros. En 2009 la ciclovía fue ampliada hacia dos kilómetros más del Centro Histórico>, y en 2010 fue alargada hasta la delegación Gustavo A. Madero y alcanzó 24 kilómetros. Desde 2012 el último domingo de cada mes se realiza el Ciclotón Familiar hasta el sur de la Ciudad de México usando esencialmente el Circuito Interior para alcanzar las delegaciones Coyoacán, Venustiano Carranza, Iztacalco y Benito Juárez, en un circuito de hasta 32 kilómetros.
Entre 2007 y 2012, 5 millones 455 mil 320 capitalinos atendieron 377 paseos. Y entre enero y mayo de 2013 fueron 566 mil asistentes en 23 actividades.
Para 2014 el programa incluía rodadas nocturnas, conmemorativas y programas de sensibilización a empresas para promover la bicicleta como medio de transporte.
Durante el programa Muévete en bici se prestan los siguientes servicios:

a. Préstamo de bicicletas.
b. Préstamo de remolques para niños.
c. Servicio de radio-localización para personas extraviadas.
d. Servicio de atención a urgencias médicas.
e. Servicio de mecánica para bicicletas.
f. Atención de urgencias médicas.
g. Sanitarios públicos para los usuarios, a cargo de la SMA.
h. Biciestacionamientos móviles a lo largo de la ruta a cargo de la SMA.
i. Ambulancia para en caso de accidentes graves hacer el traslado respectivo.
Servicios en Muévete en bici

Además de la rodada, se realiza un programa de actividades deportivas (como activaciones físicas y yoga), culturales y la participación de organizaciones de la sociedad civil con actividades para invidentes, primeros auxilios y talleres para aprender a ir en bicicleta.

## Acciones ciudadanas

### Bicicletas blancas
Como ocurre en otras partes en el mundo desde los años sesenta, organizaciones ciclistas han participado en el movimiento de Bicicleta Blanca, en memoria de aquellas personas ciclistas que fueron gravemente heridas o fallecidas en hechos de tránsito. La primera en ser instalada fue en 2009, por la muerte de Liliana Castillo Reséndiz, quien fue atropellada por un conductor de 23 años en la esquina de avenida Universidad y la calle Mayorazgo, en la delegación Coyoacán.